# Markusstein

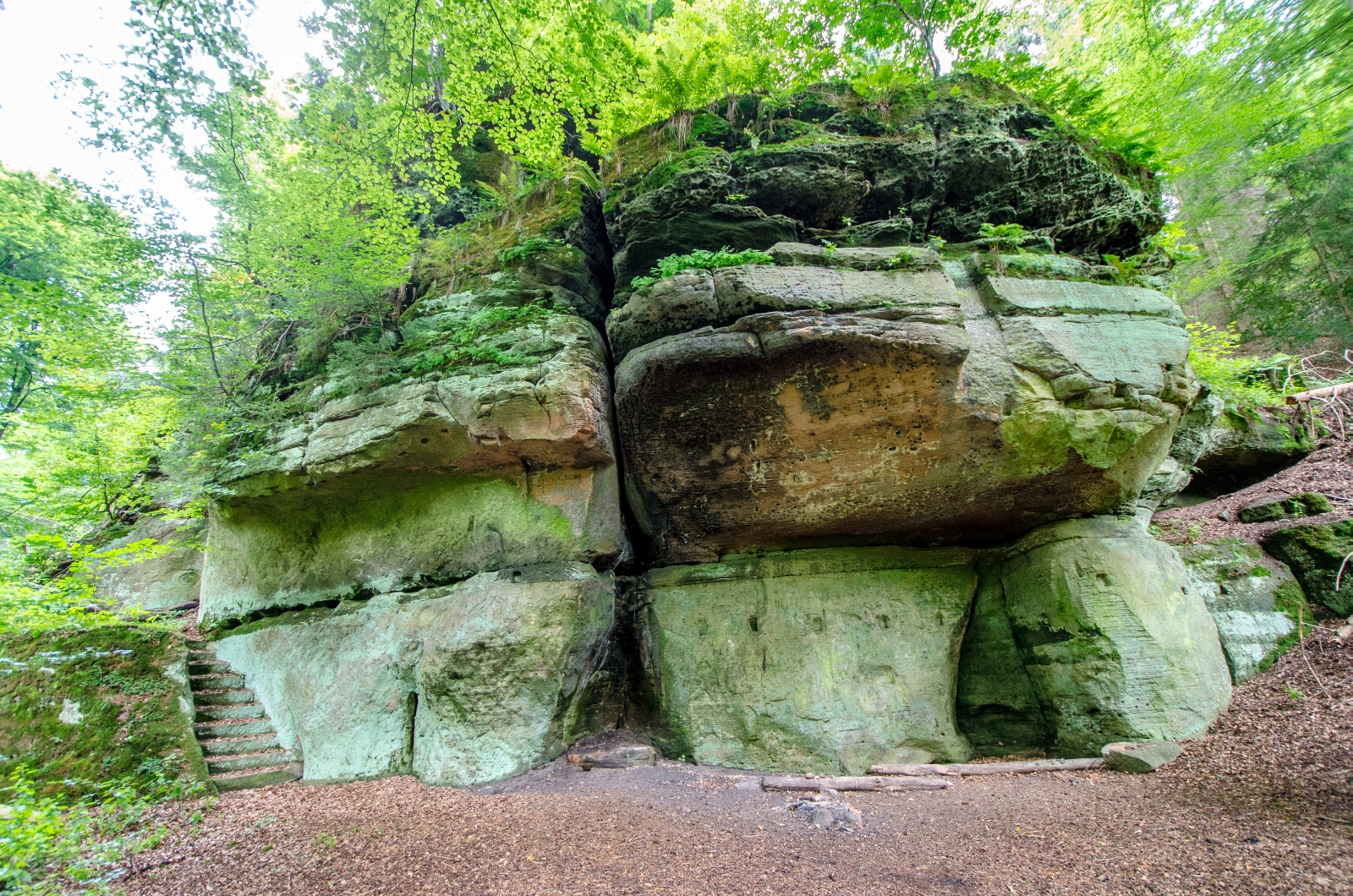
Markusstein nahe Bad Arolsen

Der Markusstein, auch Markstein oder Mark-Stein genannt, ist eine Felsformation nahe Bad Arolsen im hessischen Landkreis Waldeck-Frankenberg. Den Namen bekam der Fels von einem Eremiten namens Markus, der Erzählungen zufolge in der Steinhöhle unterhalb des Felsvorsprungs lebte.

## Geographische Lage
Der Markusstein liegt 2,1 km (Luftlinie) nordnordöstlich der Stadtkirche von Bad Arolsen zwischen dessen Ortsteilen Helsen im Westsüdwesten und Schmillinghausen etwas entfernt im Norden sowie dem Volkmarsener Ortsteil Külte im Ostnordosten. Rund 750 m ostsüdöstlich unterhalb der in einem Wald zwischen den 260 und 280-m-Höhenlinien gelegenen Formation liegen die Marksteiner Teiche. Westlich vorbei führt zwischen dem Mußeskopf (292,5 m) im Süden und dem Arolser Tiergarten im Norden der Waldweg Große Stellung.

## Geschichte
Bekannt wurde der Markusstein durch den Fürsten Karl August Friedrich von Waldeck. In Erzählungen heißt es, der Fürst sei zu Pferde auf der Jagd gewesen. Im Arolser Tiergarten erblickte er einen Hirsch, dem er hinterherjagte. Das Tier rannte hinauf zum Felsen und sprang dort in die Tiefe. Der Fürst jagte hinterher und bemerkte nicht, dass er direkt auf einen riesigen Abgrund zuritt. Der Sage zufolge rettete sein Pferd ihn vor dem sicheren Tod, in dem es sich auf dem Felsen kurz vor dem Abgrund aufbäumte und dabei abrupt stoppte. Noch heute sind Abdrücke des Hufeisens zu sehen.